# 阿斯科·帕尔波拉

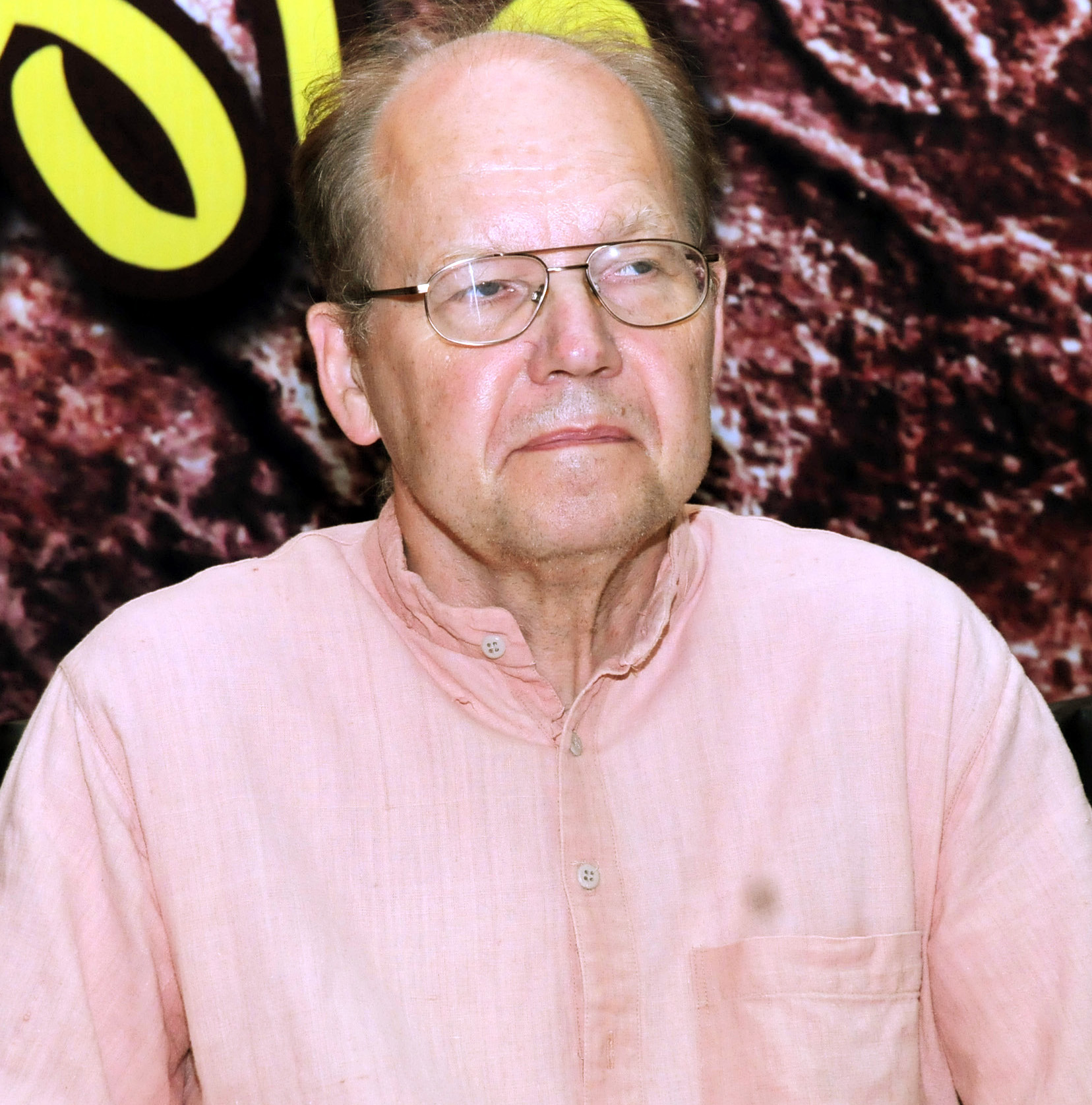
阿斯科·帕尔波拉于2010年

阿斯科·帕尔波拉（芬蘭語：Asko Parpola，1941年—），芬兰印度学家、信德学家，赫尔辛基大学印度学和南亚研究名誉教授。

## 生平
他主攻印度碑文，对解读这些碑文的两个主要贡献是创立现在普遍使用的印度河谷印章分类法、以及对碑文上面语言的解读（现在尚有争议）。
他是阿卡德语金石学家西莫·帕尔波拉的哥哥。